# Elevation Worship
Elevation Worship é uma banda americana de adoração que originou da Elevation Church.

## História
O grupo foi fundado em 2007 em  Charlotte, em Estados Unidos dentro da Elevation Church. Pastor Steven Furtick é um dos compositores. The Sound é lançado como um álbum independente em 2007, We Are Alive em 2008, God With Us em 2009 e  Kingdom Come  em 2010. Kingdom Come foi o álbum de estreia da banda a entrar na " Billboard", colocando-o na 5ª posição como Heatseekers, na 42ª posição como álbum independente e na 17ª posição como álbum cristão. 
Em 2011, Elevation Worship assinou com a Essential Records.  For the Honor, foi lançado em 21 de novembro de 2011. O álbum foi No. 1 como Heatseekers, No. 19 como álbum cristão, e No. 193. na Billboard. "Nothing Is Wasted" foi lançado em 19 de fevereiro de 2013. Only King Forever foi lançado em 14 de janeiro de 2014. Here as in Heaven foi também gravado na Time Warner Cable Arena e lançado em 5 de fevereiro de 2016.  Em 2021, seu álbum Graves into Gardens lançado em 2020, foi número 1 no Hot Christian Songs of   Billboard.

## Membros

### Integrantes
- Chris Brown
- Jonsal Barrientes
- Jenna Winders Barrientes
- Tiffany Hudson
- Jane Williams
- Davide Mutendji
- Isaiah Templeton

### Ex-integrantes
- Mack Brock
- London Gatch
- Anna Sailors-Pinkham
- Matthews Ntlele

## Discografia
- 2007: The Sound
- 2008: We Are Alive
- 2009: God With Us
- 2010: Kingdom Come
- 2011: For the Honor
- 2013: Nothing Is Wasted
- 2014: Only King Forever
- 2014: Wake Up the Wonder
- 2016: Here as in Heaven
- 2017: There Is a Cloud
- 2018: Hallelujah Here Below
- 2019: Paradoxology
- 2020: Graves into Gardens
- 2021: Old Church Basement
- 2022: Lion
- 2023: Can You Imagine?
- 2024: When Wind Meets Fire